# Blasstäubchen
Das Blasstäubchen (Columbina buckleyi), auch Buckleytäubchen oder Ekuadorgrundtaube genannt,  ist eine Art der Taubenvögel, die zur Unterfamilie der Amerikanischen Kleintauben gerechnet wird. Die Art kommt ausschließlich in Südamerika vor und ist in ihrem Bestand nicht gefährdet.

## Erscheinungsbild
Das Blasstäubchen erreicht eine Körperlänge von 18 Zentimetern. Es entspricht damit in etwa der Körpergröße eines Stars. Im Erscheinungsbild ähnelt das Blasstäubchen stark dem Zwergtäubchen. Am Oberkopf sowie im Nacken ist das Gefieder blaugrau. Die übrige Körperoberseite ist matt graubraun. Ein Geschlechtsdimorphismus ist vorhanden. Das Weibchen ist insgesamt etwas bräunlicher gefiedert. Beim Männchen ist das Brustgefieder deutlich rosa überhaucht.

## Verbreitung und Lebensweise
Das Verbreitungsgebiet des Blasstäubchen reicht vom Nordwesten Ecuadors bis in den Nordwesten von Peru. Es verfügt damit über ein im Vergleich zu anderen Arten der Columbina kleines Verbreitungsgebiet. Es ist eine anpassungsfähige Art und bewohnt semihumide bis semiaride Habitate bis in eine Höhe von 1.000 Meter über NN. Der Lebensraum sind trockene, lichte Laubwälder und Mischwälder mit vereinzelten Dickichten. Es ist gegenüber Holzeinschlag unempfindlich. Es bewohnt auch Sekundärwald und sucht auf angrenzenden landwirtschaftlichen Nutzflächen nach Nahrung. Im Norden Perus kommt es auch in Gärten sowie in Gebieten mit Reisanbau vor. Das Buckleytäubchen hält sich tagsüber überwiegend auf dem Boden auf. Die Nahrung besteht überwiegend aus Sämereien. Es baut ein den Singvögeln ähnliches Napfnest. Das Gelege besteht aus zwei Eiern. Die Brutdauer beträgt 14 Tage. Die Jungvögel sind nach zwölf Tagen flügge. 

## Haltung in menschlicher Obhut
Das Blasstäubchen wurde in Europa ab dem Jahre 1915 erstmals im Zoo von London gezeigt. Die Art wird jedoch verhältnismäßig selten importiert und spielt daher in der Wildtaubenhaltung nur eine geringe Rolle. 

## Unterarten
Es sind zwei Unterarten bekannt:
- Columbina buckleyi buckleyi (Sclater, PL & Salvin, 1877)[6] kommt im Nordwesten Ecuadors bis in den Nordwesten Perus vor.
- Columbina buckleyi dorsti (Koepcke, 1962)[7] ist im Marañón-Tal verbreitet.

## Belege